# Шивец
Шивец (на македонска литературна норма: Шивец) е село в Северна Македония, в Община Кавадарци.

## География
Шивец се намира в областта Тиквеш на 7 километра западно от град Кавадарци. Църквата в селото е посветена на Свети Стефан.

## История
В XIX век Шивец е село в Тиквешка каза на Османската империя. Според статистиката на Васил Кънчов („Македония. Етнография и статистика“) от 1900 година Шивец има 230 жители българи християни.
Цялото население на селото е под върховенството на Българската екзархия. По данни на секретаря на екзархията Димитър Мишев („La Macédoine et sa Population Chrétienne“) в 1905 година в Шивец (Chivetz) има 272 българи екзархисти и работи българско училище.
След Междусъюзническата война в 1913 година селото попада в Сърбия.
На етническата си карта от 1927 година Леонард Шулце Йена показва Шивец (Šivec) като българско християнско село.

## Личности
Родени в Шивец
- отец Иван Илиев (1874 - ?), български духовник и революционер
- Спас Шемов, деец на ВМОРО и ВМРО[5]

Починали в Шивец
- Янаки Илиев (? – 1905), български революционер